# Alsting
Alsting (in tedesco Alstingen) è un comune francese di 2 722 abitanti situato nel dipartimento della Mosella nella regione del Grand Est.

## Società

### Evoluzione demografica
Abitanti censiti